# Auto Review
Auto Review is een Nederlands autotestblad. Het beweerde ooit zelf het grootste van de Benelux te zijn. Men huldigt de leus Beleef het rijden.

## Tests
Auto Review test de auto's op verschillende eigenschappen, waaronder: handling, slalom, remmen en verbruik.

## Oplage
| Jaar | Betaalde gerichte oplage | Totaal verspreide oplage |       |
| ---- | ------------------------ | ------------------------ | ----- |
| 2006 | 30.292                   | 30.438                   | [ 2 ] |
| 2007 | 38.076                   | 38.151                   | [ 3 ] |
| 2011 | 30.086                   | 30.254                   | [ 4 ] |
| 2012 | 27.158                   | 27.333                   | [ 5 ] |